# Believe Me, Xantippe
Believe Me, Xantippe er en amerikansk stumfilm fra 1918 af Donald Crisp.